# Экклс, Джон, 2-й виконт Экклс
Джон Доусон Экклс, 2-й виконт Экклс (англ. John Dawson Eccles, 2nd Viscount Eccles; родился 20 апреля 1931 года) — британский консервативный пэр и бизнесмен. Он является одним из девяноста наследственных пэров, избранных в Палату лордов после принятия Акта о Палате лордов 1999 года.

## Происхождение и образование
Родился 20 апреля 1931 года. Старший сын Дэвида Мак-Адама Экклса, 1-го виконта Экклса (1904—1999), и Сибил Доусон (1904—1977). Он получил образование в Винчестерском колледже и колледже Магдалины в Оксфорде, где в 1954 году получил степень бакалавра искусств в области философии, политики и экономики. Служил в 1-м батальоне (60-й стрелковый) Королевского стрелкового корпуса, дослужившись до звания 2-го лейтенанта.

## Политическая карьера
В 1985 году Джон Экклс стал командором ордена Британской империи (CBE), а с 1989 года — доктором наук (Silsoe). 24 февраля 1999 года он вступил в права наследования. Лорд Экклс вошел в Палату лордов после её реформы; однако из-за Акта о Палате лордов он вскоре был вынужден освободить свою должность в Палате. Позже он был приглашен на выборы в качестве одного из 92 оставшихся наследственных пэров на дополнительных выборах, вызванных смертью 4-го барона Абердара, и вернулся в палату в 2005 году.

## Директорство и тому подобное
- The Nuclear Power Group: директор с 1968 по 1974 год
- Head Wrightson & Co Ltd: управляющий директор с 1968 по 1977 год, председатель с 1976 по 1977 год
- Glynwed International plc: директор с 1972 по 1996 год
- Investors in Industry plc: директор с 1974 по 1988
- Monopolies and Mergers Commission: член с 1976 по 1986 год, заместитель председателя с 1981 по 1985 год
- Davy International Ltd: директор с 1977 по 1981 год
- Chamberlin & Hill plc: председатель с 1982 по 2004 год
- Консультативный совет по промышленному развитию: член с 1989 по 1993 год
- Acker Deboeck corporate psychologists: председатель с 1994 по 2004 год
- Корпорация развития Содружества: член с 1982 по 1985 год, генеральный директор и главный исполнительный директор с 1985 по 1994 год.
- Courtaulds Textiles plc: директор с 1992 по 2000 год, председатель с 1995 по 2000 год
- Bowes Museum Trust: председатель с 2000 года

## Семья
29 января 1955 года в Белтчингли, графство Суррей, лорд Экклс женился на Диане Кэтрин Стердж (род. 4 октября 1933). У них четверо детей:
- Достопочтенная Элис Белинда Экклс (род. 15 января 1958), муж с 1981 года преподобный Роберт Чарльз Ирвин Уорд, от брака с которым у неё четверо детей
- Достопочтенный Уильям Дэвид Экклс (род. 9 июня 1960), женат с 1984 года на Клер Элисон Маргарет Седдон, от брака с которой у него трое детей
- Достопочтенная Кэтрин Сара Экклс (род. 3 марта 1963), муж с 1990 года Джозеф Брендан Гэннон, от брака с которым у неё было двое детей
- Достопочтенная Эмили Фрэнсис Экклс (род. 1970)[2], муж — Патрик Ирвин, двое детей.

Виконтесса Экклс получила титул пожизненного пэра в 1990 году как баронесса Экклс из Моултона, и также заседает в Палате лордов. Они являются одной из немногих пар, где оба имеют титулы сами.